# Ennis Cosby
[carece de fontes?]
Ennis William Cosby (15 de abril de 1969 - 16 de janeiro de 1997) foi o filho do ator e comediante Bill Cosby e Camille Cosby. Ele foi assassinado em 1997 na 405 Freeway, em Los Angeles por Mikhail Markhasev.

## Vida
Pai de Ennis Bill Cosby, grande parte do material da vida familiar foram minados, mas manteve a própria família de modo particular. Assim, muito do que é conhecido do início da vida de Ennis é visto através do filtro de esboços de seu pai, comédia e programas de TV.
Vários eventos na vida de Ennis Cosby foram intencionalmente espelhado pelos acontecimentos na vida do seu pai fictício, Theo Huxtable de The Cosby Show da NBC (1984-1992). Theo foi interpretado por Malcolm-Jamal Warner,  ambos Ennis e Theo tinham quatro irmãs: duas mais velhas, duas jovens. Ambos tiveram problemas acadêmicos no ensino médio e foram diagnosticados com dislexia e excelentes notas na faculdade. Os mesmos possuem graus de mestre na educação das respectivas faculdades de elite em Nova York: Ennis na Universidade de Columbia, Theo Universidade de Nova York.
Da mesma forma, o personagem Griffin Vesey - retratado por Doug E. Doug em Cosby CBS (1996-2000) - foi um filho substituto para o caráter de Bill Cosby sobre essa série. Griffin se tornou um professor, como Ennis inspirava a ser.
Ennis foi um admirador do comediante Eddie Murphy, de quem seu pai não aprovava, por causa da linguagem vulgar de Murphy e piadas. Em uma de suas primeiras rotinas de standup, posteriormente lançado nos cinemas como matérias-primas, Murphy mencionado Ennis Cosby em um sketch envolvendo Bill Cosby, em que Ennis um adolescente pede a seus pais por dinheiro para ver uma apresentação ao vivo de Murphy. Depois de ouvir o ato de Murphy e a linguagem que ele usa no palco, Cosby mais velho chama Murphy para falar com ele sobre seu desempenho. Murphy volta respondendo com um palavrão.
Embora se apresentou no palco do colégio, Ennis não era uma figura pública. Ele se formou na Escola de George, em Newtown, Pennsylvania, e Faculdade Morehouse, em Atlanta, Geórgia.
Cosby pretendia se tornar um professor de educação especial depois que ele superou a dislexia. No momento da sua morte, ele era um estudante na Teachers College, Columbia University e foi professor da escola no Bronx.

### Assassinato
Em 16 de janeiro de 1997, Cosby saiu de sua Mercedes na Interstate 405, em Los Angeles, para mudar para perto da rampa de saída no Skirball Center Drive, quando foi confrontado por Mikhail Markhasev. Markhasev primeiro foi em direção à Stephanie Crane que estava em seu carro iluminando a área para que Ennis pudesse ver. Markhasev puxou sua arma em Crane que imediatamente foi embora, deixando Ennis sozinho. Segundo os promotores, Markhasev, um imigrante ucraniano, exigiu o dinheiro de Cosby. Disparou um tiro na cabeça de Cosby porque ele estava se movendo muito lentamente, e depois fugiu do local. Crane retornou à cena do crime e encontrou Cosby morto. Markhasev foi condenado após um julgamento com júri. Seu DNA foi encontrado em uma tampa envolvida em torno da arma do crime e um homem, à quem Markhasev tinha enviado cartas de acusação e falou sobre a localização da arma do crime, e que testemunhou contra ele.
Markhasev foi condenado à prisão perpétua sem possibilidade de liberdade condicional, além de 10 anos.
Markhasev confessou sua culpa em 2001, em uma carta ao tribunal, declarando que pretendia desistir do recurso, declarando também na carta que ele, "queria fazer a coisa certa ... Mais do que tudo, [ele] queria pedir desculpas ao família da vítima. " Markhasev está cumprindo sua pena na Prisão Estadual de Corcoran.
O funeral de Ennis Cosby foi realizado na propriedade dos Cosby em Shelburne, Massachusetts, onde ele foi enterrado.

## Legado
A Hello Friend/Ennis William Cosby Foundation foi criada em 1997 por Bill e Camille Cosby para ajudar na educação de pessoas com dificuldades de aprendizagem. Em 2000, Bill Cosby lançou uma bolsa de estudos em nome de Ennis Cosby no Franklin & Marshall College em Lancaster, Pensilvânia.

## Ligações Externas
- Official Bill Cosby Site
- Convicted Killer of Ennis Cosby Confesses
- Ennis Cosby (em inglês) no Find a Grave [fonte confiável?]